# Sanglante Aventure
Pour l’article homonyme, voir Pitfall!.
Pour plus de détails, voir Fiche technique et Distribution.
Sanglante Aventure, également connu sous le titre Le Piège (Pitfall), est un film américain réalisé par André De Toth, sorti en 1948.

## Synopsis
Johnny Forbes, marié et père d'un charmant garçon, est cadre dans une compagnie d'assurances. Il mène une vie de famille paisible et sans histoires, quoique très routinière. Un jour, il doit traiter une nouvelle affaire ; Bill Smiley, assuré chez Forbes, a escroqué la compagnie de ce dernier et a détourné l'argent de son assurance pour offrir des cadeaux à sa maîtresse, un mannequin, Mona Stevens. Il est mis en prison. Comme tout bon employé, Forbes veut récupérer l'argent de la compagnie en récupérant tous les cadeaux offerts, mais il tombe sous le charme de Mona et devient son amant. MacDonald, un détective indépendant qui travaille pour la compagnie d'assurances de Forbes, voit cette liaison d'un mauvais œil car il a des vues sur Mona. Il harcèle Mona, allant jusqu'à son lieu de travail, ou à son domicile. Obsédé par l'idée de nuire à Forbes, MacDonald décide de lui tendre un piège, aidé par Smiley, tout juste sorti de prison. Le soir même, ils se rendent armés devant la maison des Forbes. Mona a juste le temps de prévenir Johnny, par téléphone.

## Fiche technique
- Titre français : Sanglante Aventure ou Le Piège ou Le Témoin inconnu ou Le Faux Pas de John Forbes[1]
- Titre original : Pitfall
- Réalisation : André De Toth
- Scénario : Karl Kamb, William Bowers (non crédité), d'après le roman de Jay Dratler
- Direction artistique : Arthur Lonergan (en)
- Décors : Robert Priestley
- Maquillage : Robert Cowan et Kiva Hoffman
- Photographie : Harry J. Wild
- Montage : Walter Thompson
- Musique : Louis Forbes (non crédité)
- Producteur : Samuel Bischoff
- Société(s) de production : Regal Films
- Société(s) de distribution : United Artists
- Pays d’origine :  États-Unis
- Année : 1948
- Langue originale : anglais
- Format : noir et blanc – 35 mm – 1,37:1 – mono (Western Electric Sound System)
- Genre : film noir
- Durée : 86 minutes
- Dates de sortie : 
  - États-Unis : 24 août 1948
  - France : 7 octobre 1949[1]

## Distribution
- Dick Powell : John Forbes
- Lizabeth Scott : Mona Stevens
- Jane Wyatt : Sue Forbes
- Raymond Burr : MacDonald
- Byron Barr : Bill Smiley
- Jimmy Hunt : Tommy Forbes
- Ann Doran : Maggie, la secrétaire
- John Litel : le procureur
- Selmer Jackson : Ed Brawley
- Margaret Wells : Terry
- Dick Wessel : le sergent de garde